# 馬查利亞國家公園
馬查利亞國家公園（西班牙語：Parque Nacional Machalilla）是厄瓜多爾的國家公園，位於該國西部，属于馬納比省，始建於1979年7月26日，面積750平方公里，是超過270種鳥類的棲息地。
拉普拉塔岛是该国家公园内最有名的岛之一。它又叫银岛，得名于传说中法兰西斯·德瑞克船长在这里埋藏的宝藏。

## 物种
国家公园的许多大型哺乳动物在当地属于瀕危物種。这里还是除科隆群岛之外加岛信天翁的唯一棲息地。公园的海洋区域有众多座头鲸。植被包括仙人掌、愈创木和孪叶豆等。公园内有厄瓜多尔西部的大部分热带灌木沙漠和森林。这些森林曾占国土的25％，但现在只剩不到1％。

## 图集

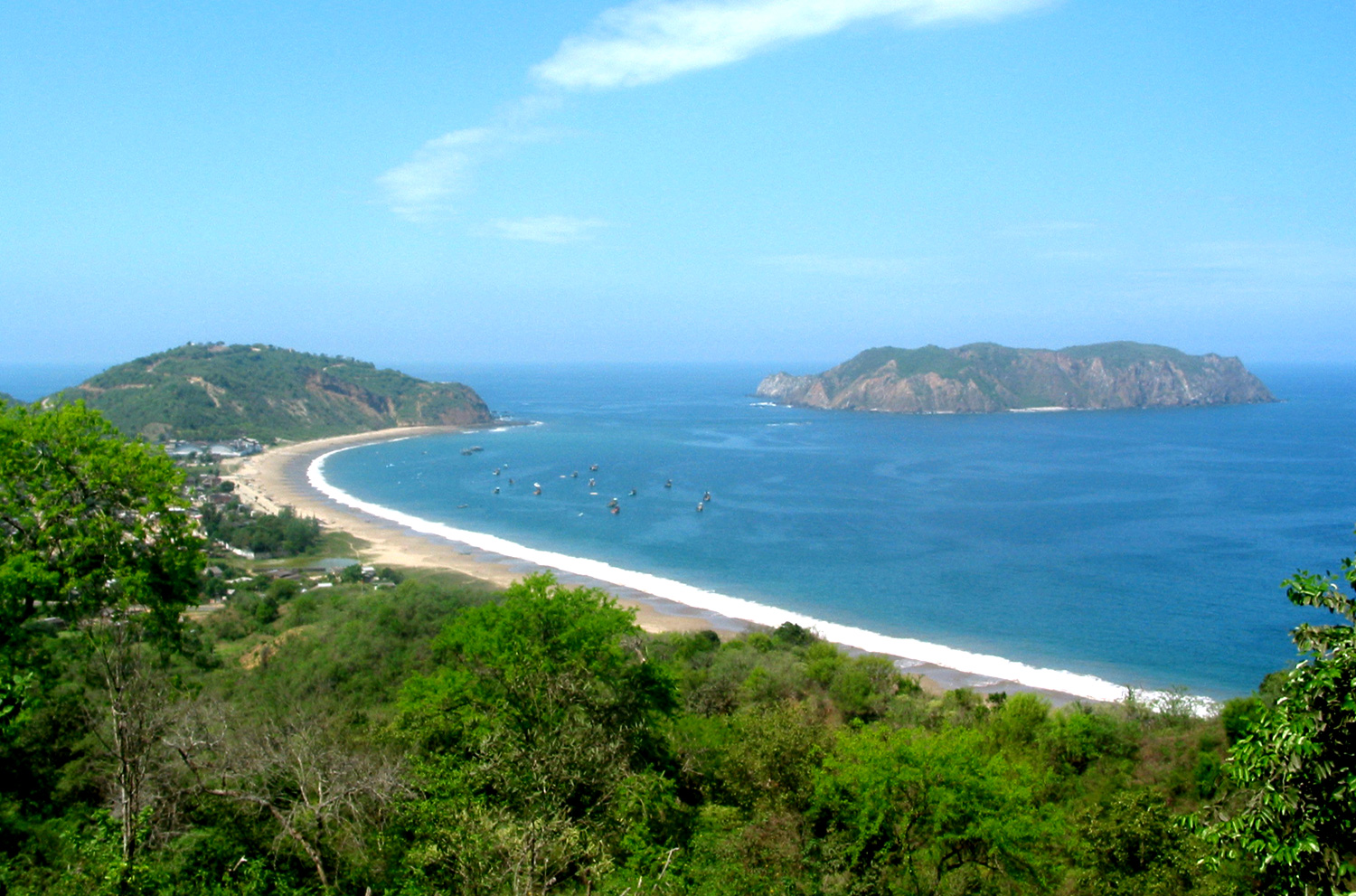
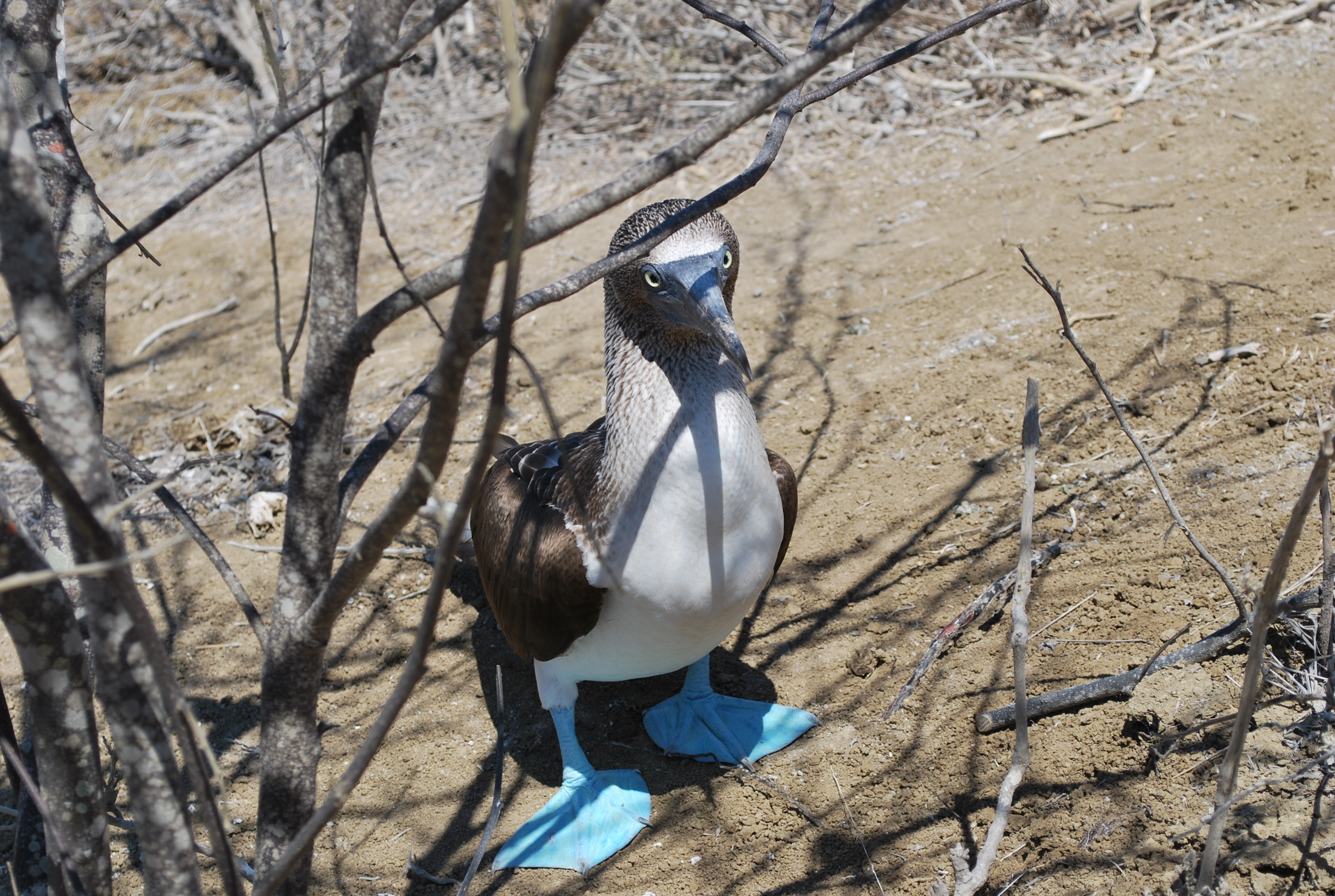
拉普拉塔岛的蓝脚鲣鸟
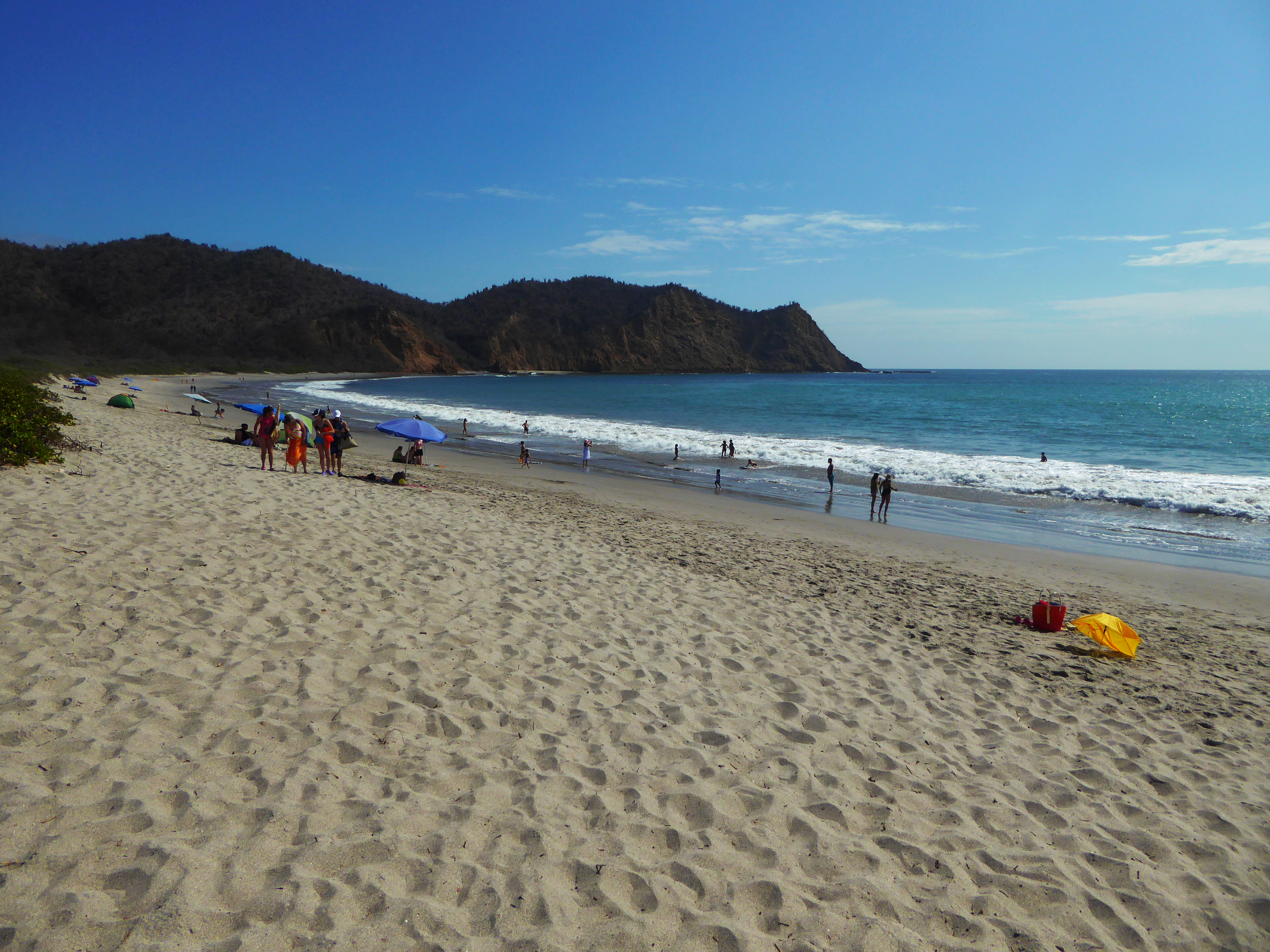

## 外部連結
- 馬查利亞國家公園